# NGC 6180
NGC 6180 este o galaxie situată în constelația Hercule. A fost descoperită în 23 iunie 1876 de către Édouard Stephan⁠(d). Se află la o distanță de 104,23 megaparseci de Pământ.